# Danstärnarna (Askersunds socken, Närke, 652019-143447)
Danstärnarna är en sjö i Askersunds kommun i Närke och ingår i Motala ströms huvudavrinningsområde.